# Sternidius crassulus
Sternidius crassulus là một loài bọ cánh cứng trong họ Cerambycidae.